# Piłka nożna w Anglii (2007/2008)
Sezon 2007/2008 był 128. w rozgrywkach angielskiej piłki nożnej.

## Mecze reprezentacji Anglii
| Data                 | Miejsce                                    | Przeciwnik        | Wynik1 | Rozgrywki | Zdobywcy bramek dla Anglii                                          | Raport meczu |
| -------------------- | ------------------------------------------ | ----------------- | ------ | --------- | ------------------------------------------------------------------- | ------------ |
| 22 sierpnia 2007     | Stadion Wembley, Londyn (D)                | Niemcy            | 1–2    | T         | Frank Lampard                                                       | BBC          |
| 8 września 2007      | Stadion Wembley, Londyn (D)                | Izrael            | 3–0    | EME       | Shaun Wright-Phillips, Michael Owen, Micah Richards                 | BBC          |
| 12 września 2007     | Stadion Wembley, Londyn (D)                | Rosja             | 3–0    | EME       | Michael Owen (2), Rio Ferdinand                                     | BBC          |
| 13 października 2007 | Stadion Wembley, Londyn (D)                | Estonia           | 3–0    | EME       | Shaun Wright-Phillips, Wayne Rooney, Taavi Rähn (bramka samobójcza) | BBC          |
| 17 października 2007 | Stadion Łużniki, Moskwa (W)                | Rosja             | 1–2    | EME       | Wayne Rooney                                                        | BBC          |
| 16 listopada 2007    | Ernst Happel Stadion, Wiedeń (W)           | Chorwacja         | 1–0    | T         | Peter Crouch                                                        | BBC          |
| 21 listopada 2007    | Stadion Wembley, Londyn (D)                | Chorwacja         | 2–3    | EME       | Frank Lampard, Peter Crouch                                         | BBC          |
| 6 lutego 2008        | Stadion Wembley, Londyn (D)                | Szwajcaria        | 2–1    | T         | Jermaine Jenas, Shaun Wright-Phillips                               | BBC          |
| 26 marca 2008        | Stade de France, Paryż (W)                 | Francja           | 0–1    | T         |                                                                     | BBC          |
| 28 maja 2008         | Stadion Wembley, Londyn (D)                | Stany Zjednoczone | 2–0    | T         | John Terry, Steven Gerrard                                          | BBC          |
| 1 czerwca 2008       | Hasely Crawford Stadium, Port-of-Spain (W) | Trynidad i Tobago | 3–0    | T         | Gareth Barry, Jermain Defoe, Steven Gerrard                         | BBC          |

1 Od lewej bramki dla Anglii.
Skróty
- D = Mecz u siebie
- W = Mecz na wyjeździe
- T = Mecz towarzyski
- EME = Kwalifikacje do Mistrzostw Europy 2008

## Angielskie kluby w rozgrywkach
| Rozgrywki                    | Zwycięzca            |
| ---------------------------- | -------------------- |
| Premier League               | Manchester United    |
| FA Cup                       | Portsmouth           |
| League Cup                   | Tottenham Hotspur    |
| Football League Trophy       | Milton Keynes Dons   |
| FA Trophy                    | Ebbsfleet United     |
| Conference League Cup        | Aldershot Town       |
| Football League Championship | West Bromwich Albion |
| Football League One          | Swansea City         |
| Football League Two          | Milton Keynes Dons   |
| FA Community Shield          | Manchester United    |
| Liga Mistrzów UEFA           | Manchester United    |